# Giovanni Antonio Guardi

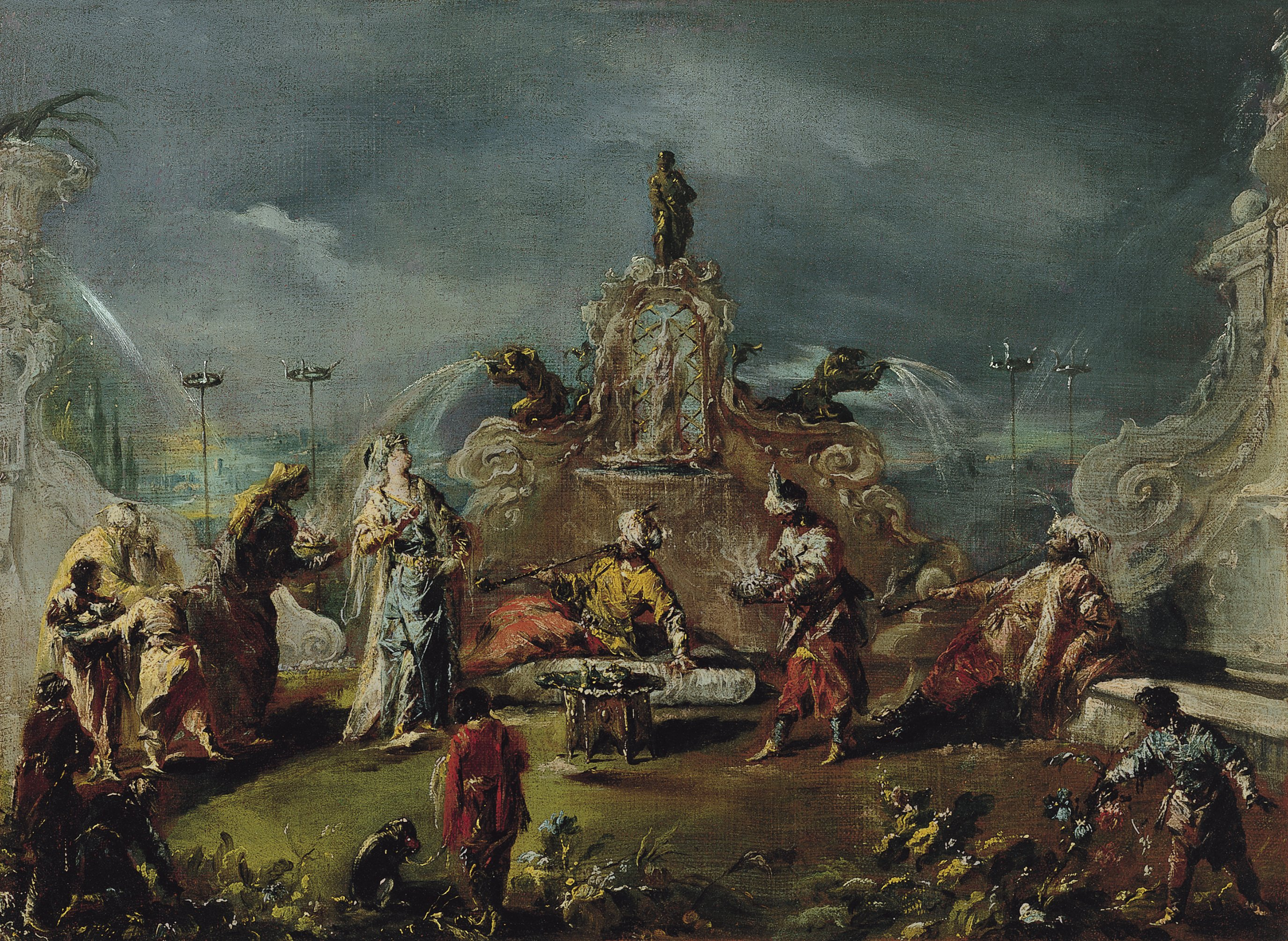
Im Garten des Serails (1743)

Giovanni Antonio Guardi, auch öfter bezeichnet als Gianantonio Guardi (* 27. Mai 1699 in Wien; † 23. Januar 1760 in Venedig), war ein italienischer Maler des Rokoko. Er wurde am Tag seiner Geburt in der Wiener Schottenkirche getauft. Guardi gilt als Gründungsmitglied der zwar 1750 gegründeten, 1756 allerdings erst offiziell anerkannten Venezianischen Akademie.

## Familie
Giovanni Antonio Guardi war der älteste Sohn des norditalienischen Barockmalers Domenico Guardi (1678–1716) aus dem Trentino und der Maria Claudia Pichler aus Neumarkt. Seine Brüder waren Francesco Guardi (1712–1793) und Nicolò Guardi, seine Schwester Cecilia Guardi heiratete Giovanni Battista Tiepolo (1696–1770), der 1756 Vorsitzender der Akademie wurde.

## Leben
Die Familie zog nach der Geburt von Giovanni Antonio Guardi in Wien nach Venedig. Hier übernahm er 1719 das Atelier seines verstorbenen Vaters. Dort arbeiteten auch seine beiden Brüder. Erst spät, etwa ab 1750 galt er als Vedutenmaler.
Zu seinen Kunden zählte der Sammler und Kunstkenner Johann Matthias von der Schulenburg, für den Giovanni Antonio Guardi zahlreiche Kopien anderer Künstler anfertigte. Auch stellte er für ihn im Auftrag mehrere dekorative Gemälde mit türkischen Motiven her. Insgesamt erhielt Schulenburg aus der Guardiwerkstatt 106 Gemälde.
1750–54 malte Guardi den Tobias-Zyklus in der Kirche Sant’ Angelo Raffaele in Venedig (an der Orgeltribüne, immer noch dort zu besichtigen).

## Weblinks

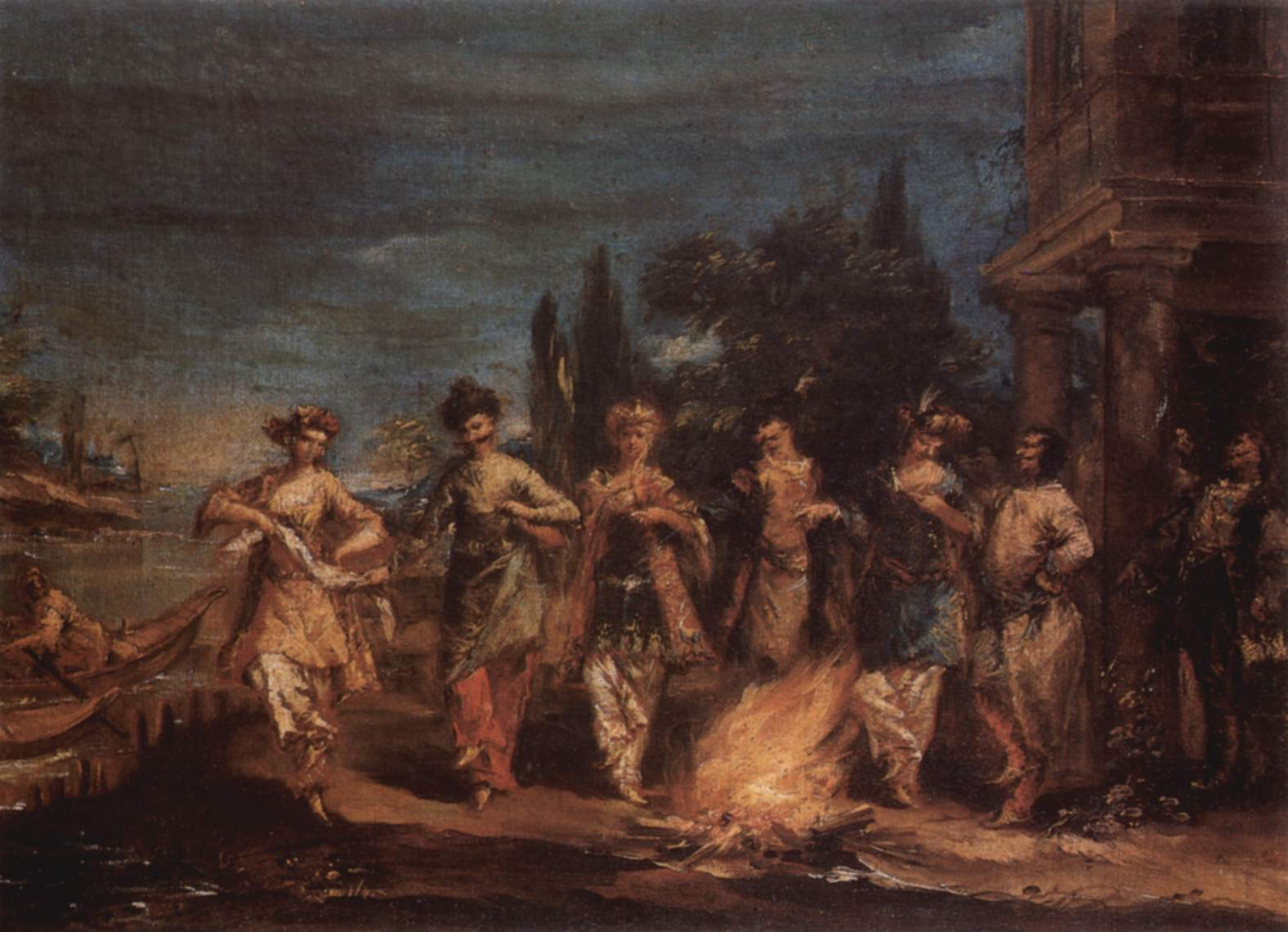
Türkischer Tanz
Im Harem
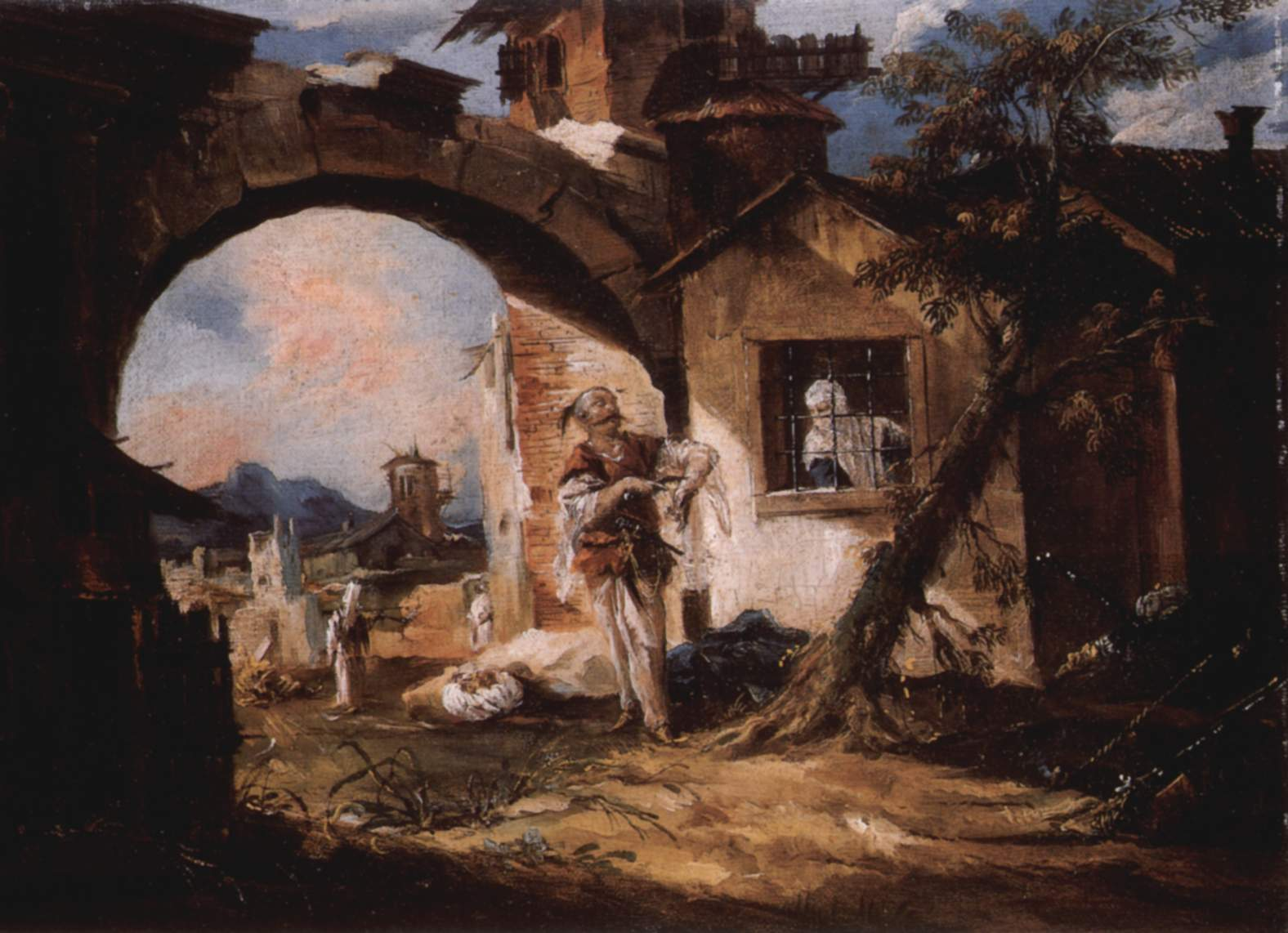
Soldat und Kurtisane
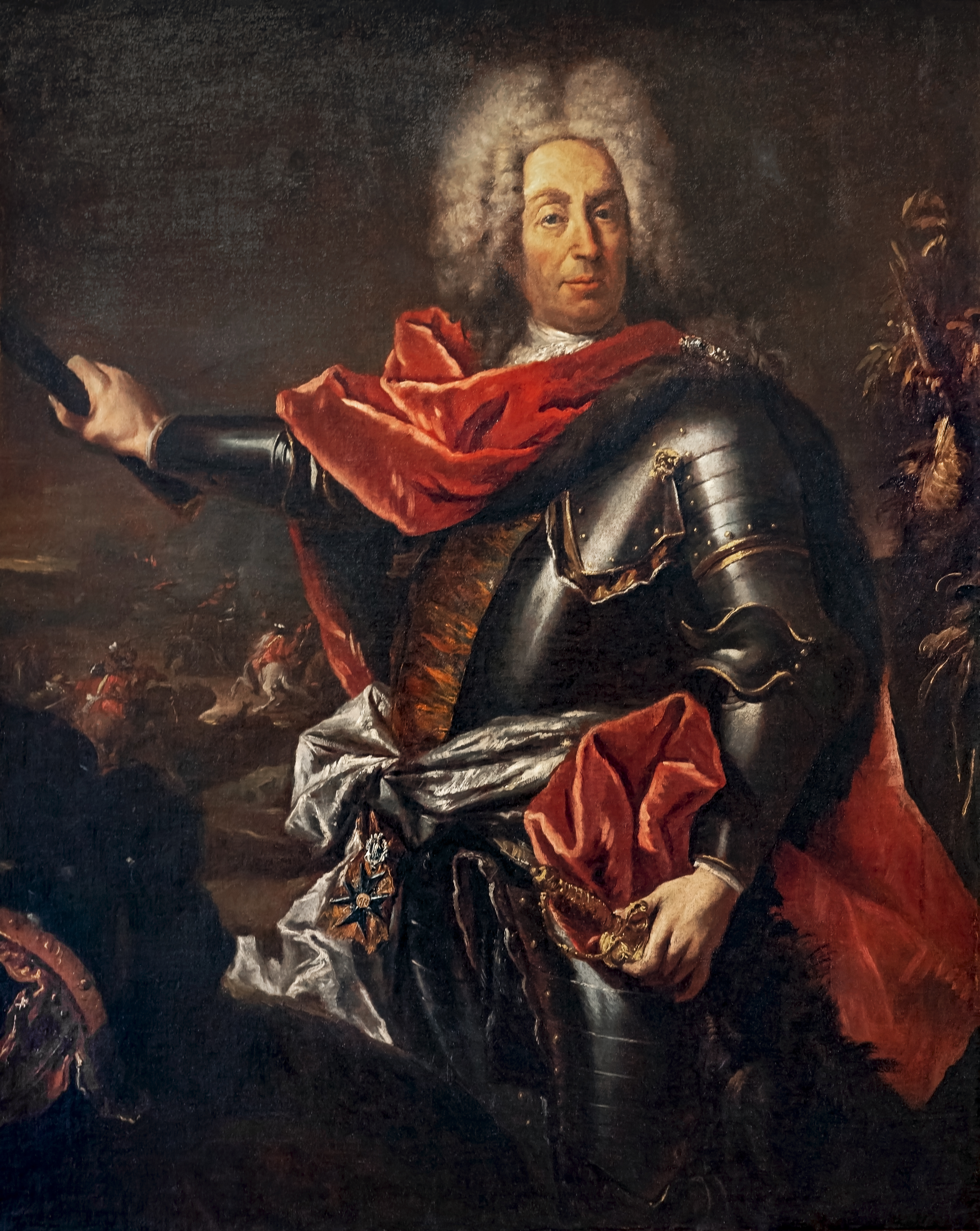
Porträt von Schulenburg